# Hegyes Gabriella
Hegyes Gabriella (Nyíregyháza, 1941. augusztus 21. – Debrecen, 2022. augusztus 29.) magyar operaénekesnő (szoprán).

## Életpályája
A debreceni zenei szakiskola ének szakán öt évet, a Bartók Béla Zeneművészeti Szakközépiskola ének szakán két évet végzett. Ezután Zádor Endrénél tanult magánúton. 1967-től a debreceni Csokonai Nemzeti Színház operaénekese volt.

## Színházi szerepei
- Kálmán Imre: Cirkuszhercegnő – Märy
- Molnár Géza: Vasárnap mindig esik az eső – Csege titkárnője
- Puccini: Tosca – Pásztorfiú
- Nicolai: A windsori víg nők – Anna
- Bizet: Carmen – Micaela; Frasquita
- Donizetti: Lammermoori Lucia – Lucia
- Delibes: Lakmé – Lakmé
- Verdi: Rigoletto – Gilda
- Mozart: A varázsfuvola – Az Éj királynője; Pamina
- Muszorgszkij: Hovascsina – Emma
- Puccini: Bohémélet – Mimi
- Erkel Ferenc: Hunyadi László – Gara Mária; Szilágyi Erzsébet
- Puccini: Pillangókisasszony – Cso-cso-szán
- Donizetti: Vivát mama! – Luigia
- Mozart: Szöktetés a szerájból – Blonde
- Offenbach: Hoffmann meséi – Olympia
- Csajkovszkij: Jolanta – Jolanta
- Beethoven: Fidelio – Marcellina
- Verdi: Nabucco – Anna
- Gounod: Faust – Margit
- Petrovics Emil: Lysistraté – Női karvezető
- Donizetti: Szerelmi bájital – Adina
- Erkel Ferenc: Brankovics György – Mara
- Erkel Ferenc: Bánk bán – Melinda
- Verdi: Aida – Főpapnő
- Verdi: Don Carlos – Mennyei hang
- Kodály Zoltán: Háry János – Császárné
- Rossini: A szevillai borbély – Rosina
- Bizet: Gyöngyhalászok – Leila
- Puccini: Gianni Schicchi – Nella
- Jacobi Viktor: Sybill – Tanárnő
- Csajkovszkij: Anyegin – Larina
- Strauss: A cigánybáró – Mária Terézia, császárnő
- Mozart: Così fan tutte avagy a szerelem iskolája – Despinetta
- Poldini Ede: Farsangi lakodalom – Stanci
- Vajda János: Mario és a varázsló – Sofronia

## Díjai
- Horváth Árpád-gyűrű (1983)
- Liszt Ferenc-díj (1990)
- a Magyar Köztársasági Érdemrend kiskeresztje (1994)